# Évêché de Znepolé
L'Évêché de Znepolé (en bulgare : Знеполска епархия) est un évêché titulaire de l'Église orthodoxe bulgare depuis le 1er avril 1923. Il tire son nom de la région de Znepolé (bg), qui à pour centre la ville de Tran.

## Histoire
Liste des évêques titulaires :
| Nom                  | Gestion                            |
| -------------------- | ---------------------------------- |
| Païsii Ankov         | 1er avril 1923 – 21 septembre 1930 |
| Sophrone Tchavdarov  | 1er novembre 1931 – 6 octobre 1935 |
| Joseph Iliev         | 5 juillet 1936 – 24 avril 1994     |
| Philarète Panaïotov  | 27 novembre 1938 – 21 mai 1939     |
| Flavien Popov        | 23 juin 1940 – 1 avril 1956        |
| Joseph Dikov         | 7 avril 1957 – 17 décembre 1972    |
| Dométien Topuzliev   | 15 décembre 1974 – 26 juillet 1987 |
| Ignace Dinov         | 28 juin 1988 - 29 mai 1994         |
| Avenir Arnaudov      | 1er octobre 1998 – 11 juin 2001    |
| Nicolas Sevastiïanov | 7 juillet 2001 – 4 février 2007    |
| Jean Ivanov          | 18 mars 2007 – 22 décembre 2013    |
| Arsène Lazarov       | 6 juillet 2014 – 26 mai 2024       |
| Mélèce Spasov        | à partir du 15 septembre 2024      |

## Sources
1. ↑  « Знепольская епархия », Открытая православная энциклопедия «Древо» (consulté le 3 juin 2017)